# Orquestra Filarmônica de Liège
A Orquestra Filarmônica de Liège (em francês Orchestre Philharmonique Royal de Liège) é uma das duas principais orquestras sinfônicas da Bélgica, ao lado da Orquestra Nacional da Bélgica.

## História
Fundada em 1960, a orquestra tinha o nome de Comunidade Francesa da Bélgica, em Liège. Com noventa e sete membros, apresentava noventa concertos por temporada.
O repertório da orquestra engloba muitos compositores contemporâneos, como Philippe Boesmans, Henri Dutilleux, Claude Ledoux, entre outros. 

## Diretores musicais
- - 1960-1964 Fernand Quinet
  - 1964-1967 Manuel Rosenthal
  - 1967-1977 Paul Strauss
  - 1977-1999 Pierre Bartholomée
  - 2001-2006 Louis Langrée
  - 2006-2009 Pascal Rophé
  - 2009-2010 François-Xavier Roth
  - 2011-2019 Christian Arming
  - 2019- [Gergely Madaras]]